# 노베잠키

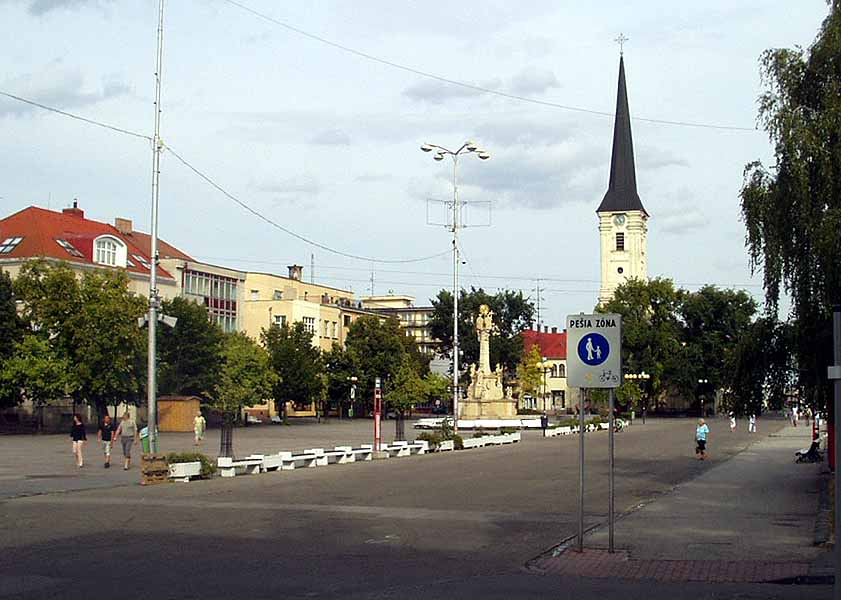
노베잠키

노베잠키(슬로바키아어: Nové Zámky, 헝가리어: Érsekújvár, 독일어: Neuhäus[e]l, 라틴어: Novum Castrum)는 슬로바키아 남서부 니트라 주에 위치한 도시로, 면적은 72.565km2, 높이는 119m, 인구는 41,140명(2006년 기준), 인구 밀도는 567명/km2이다. 니트라강과 접하고 있고 브라티슬라바에서 약 100km, 헝가리 국경에서 약 25km 정도 떨어진 곳에 위치한다.

시 문장